# Cratere Epimenides
Epimenides è un cratere lunare di 22,56 km situato nella parte sud-occidentale della faccia visibile della Luna, ad est del cratere Hainzel. A nord è presente il Lacus Timoris, un piccolo mare lunare.
Il bordo esterno del cratere è approssimativamente circolare ma irregolare a causa del terreno accidentato in cui si trova. L'orlo meridionale è allargato e una formazione più piccola è sovrapposta al bordo. Il fondo è relativamente livellato e senza caratteristiche.
Il cratere è dedicato al filosofo greco Epimenide.

## Crateri correlati
Alcuni crateri minori situati in prossimità di Epimenides sono convenzionalmente identificati, sulle mappe lunari, attraverso una lettera associata al nome.
| Epimenides | Coordinate            | Diametro (in km) |
| ---------- | --------------------- | ---------------- |
| A          | 43°16′12″S 30°10′48″W | 14,9             |
| B          | 41°37′12″S 28°55′48″W | 10,22            |
| C          | 42°20′24″S 27°34′48″W | 4,27             |
| S          | 41°42′36″S 29°26′24″W | 24,09            |